# Watertown (Florida)
Watertown ist ein census-designated place (CDP) im Columbia County im US-Bundesstaat Florida. Das U.S. Census Bureau hat bei der Volkszählung 2020 eine Einwohnerzahl von 3.018 ermittelt.

## Geographie
Watertown grenzt im Westen direkt an Lake City und liegt etwa 80 km westlich von Jacksonville. Der CDP wird vom U.S. Highway 90 (SR 10) sowie den Florida State Roads 10A und 100 durchquert.

## Demographische Daten
Laut der Volkszählung 2010 verteilten sich die damaligen 2829 Einwohner auf 1421 Haushalte. Die Bevölkerungsdichte lag bei 456,3 Einw./km². 65,2 % der Bevölkerung bezeichneten sich als Weiße, 31,4 % als Afroamerikaner, 0,3 % als Indianer und 0,2 % als Asian Americans. 0,9 % gaben die Angehörigkeit zu einer anderen Ethnie und 1,9 % zu mehreren Ethnien an. 3,0 % der Bevölkerung bestand aus Hispanics oder Latinos.
Im Jahr 2010 lebten in 27,5 % aller Haushalte Kinder unter 18 Jahren sowie 39,2 % aller Haushalte Personen mit mindestens 65 Jahren. 60,9 % der Haushalte waren Familienhaushalte (bestehend aus verheirateten Paaren mit oder ohne Nachkommen bzw. einem Elternteil mit Nachkomme). Die durchschnittliche Größe eines Haushalts lag bei 2,34 Personen und die durchschnittliche Familiengröße bei 2,92 Personen.
25,2 % der Bevölkerung waren jünger als 20 Jahre, 22,1 % waren 20 bis 39 Jahre alt, 24,1 % waren 40 bis 59 Jahre alt und 28,6 % waren mindestens 60 Jahre alt. Das mittlere Alter betrug 43 Jahre. 45,6 % der Bevölkerung waren männlich und 54,4 % weiblich.
Das durchschnittliche Jahreseinkommen lag bei 34.177 $, dabei lebten 21,3 % der Bevölkerung unter der Armutsgrenze.
Im Jahr 2000 war Englisch die Muttersprache von 99,09 % der Bevölkerung und spanisch sprachen 0,91 %.